# 立花陽三
立花 陽三（たちばな ようぞう、1971年1月10日 - ）は、日本の実業家。楽天野球団元社長、現在は廻鮮寿司塩釜港の社長。
2020年末に結婚し、2021年5月28日発売のフライデーは極秘婚と報道する。配偶者は セント・フォース所属のフリーアナウンサー上野優花で、2021年9月20日に第一子出産を公表 する。

## ラグビー選手
1971年1月10日に東京都で生まれる。父親の母校が成蹊学園で、中学と高校は成蹊中学校・高等学校へ進学し、1990年にAO入試第1期合格者として慶應義塾大学総合政策学部に入学 する。成蹊高等在学時からラグビーをはじめ、高等学校日本代表候補選手に選ばれた。慶應義塾大学ラグビー部でバックスプレイヤー（スタンドオフ）として出場 し、大学3年次に早稲田大学との試合で顔面骨折した。ラグビー日本代表の主将を務めた廣瀬俊朗は学生時代の後輩である。『宿澤広朗 運を支配した男』（著者：加藤仁）に名前が登場する。

## 証券会社勤務
1994年大学卒業後にソロモンブラザーズ証券入社、1999年ゴールドマン・サックス証券入社、2010年メリルリンチ日本証券入社、2011年メリルリンチ日本証券執行役員。1999年から働きながら上田昭夫監督の下で慶應義塾大学ラグビー部コーチとして、全国大学ラグビーフットボール選手権大会優勝に尽力する。

## 楽天イーグルス
2012年
8月1日 東北楽天ゴールデンイーグルス球団社長に就任。就任にあたっては球団オーナーの三木谷浩史からの誘いを受けた。会見では自身のラグビーの経験から「私の闘争心というものをチーム・会社にお送りたい」と述べた。
10月25日に第48回プロ野球ドラフト会議で、高校生左腕の東福岡高等学校森雄大投手（3年）を広島東洋カープと競合して交渉権を獲得した。アンドリュー・ジョーンズと米大リーグから8年ぶりの日本球界復帰となる斎藤隆を獲得し、入団会見では「野球に対する思いをチームに伝えてほしい。彼を中心にまとまり、ことしは何としても優勝したい」と語る。

2013年
9月26日 東北楽天ゴールデンイーグルスがパ・リーグ初優勝する。初優勝の影の尽力者として立花の名前が挙がる。優勝の記者会見では「素直に嬉しい」と初優勝の喜びを語る。
10月24日にプロ野球ドラフト会議で、高校生左腕の桐光学園の松井裕樹投手（3年）を5球団と競合して右手で引き当てた。交渉権を獲得して「本当に緊張しました。田中を超えるような投手になってほしい」と語る。強運を星野仙一監督は「あの社長は持っている」と表現する。
11月3日東北楽天ゴールデンイーグルスが初の日本一に。“陰の立役者”として立花のマネジメント力が評価される。

2014年
3月末「スポーツの力を通じて、東北の子供たちに笑顔を届けたい」という思いで「TOHOKU SMILE PROJECT」をスタートさせた。
10月23日にプロ野球ドラフト会議で、楽天は東京ヤクルトとの競合の末、済美（愛媛）安樂智大投手の交渉権を獲得した。
2015年
10月22日にプロ野球ドラフト会議で、楽天は千葉ロッテとの競合の末、仙台育英（宮城）平沢大河選手の交渉権を外し、1位抽選くじの連勝が3で止まった。
2016年
5月3日 楽天生命パーク宮城内にスマイルグリコパークをオープンさせた。日本の野球場で初となる観覧車が設置されている。
2017年
1月27日 プロ野球界初となる「ダイナミックプライシング」を販売場所・席種を問わず全面的に導入。試合や席種の需要に応じて価格を変動させることで、これ以降より多くのお客様の観戦ニーズに応えられるようになった。
2019年
4月2日 プロ野球チームの本拠地スタジアムとしては世界で初めて、スタジアム全店舗における「キャッシュレス化（非現金化）」を開始。
9月末 2019年当時、過去最高の182万人の動員数を記録。2005年の初年度から15年間でほぼ倍増した。
2020年
3月20日 二次元バーコード(QR)を電子認証機にかざして入場する「QRチケット入場」を開始。これにより、発券の手間なくスムーズに入場ができるようになった。また、レフト側後方のスマイルグリコパーク内にあったカフェ棟エリアを「Rakuten STAY x EAGLES」としてリニューアル。屋外にはバーベキューグリルも付属し、試合の有無にかかわらず楽しめる宿泊施設を建設した。
7月6日 オーナー代行を兼務することを発表。
2021年
12月31日 代表取締役社長を退任、球団も退社。在任中の優勝は2013年の一回のみ。

## ヴィッセル神戸
2015年
3月13日　株式会社クリムゾンフットボールクラブ（ヴィッセル神戸）の代表取締役副会長に就任。
2017年
10月1日 楽天ヴィッセル神戸株式会社（ヴィッセル神戸）の代表取締役社長に就任。株式会社楽天野球団の代表取締役社長職と兼務。
2018年
2月　国内のスタジアムでは初となる、天然芝と5％の人工芝を組み合わせた「ハイブリッド芝」を導入。
5月　FCバルセロナから、スペイン代表MFアンドレス・イニエスタを完全移籍で獲得。
5月　チケット価格が一律ではなく、購入のタイミングによりチケット価格が変動する可能性のある「ダイナミックプライシング」を導入。
2019年
3月　Jクラブ本拠スタジアム初となる、スタジアム全店舗における「キャッシュレス化（非現金化）」を開始。
7月　埼玉・神戸にて、FCバルセロナと「Rakuten Cup」と銘打ち、親善試合を実施。  2019シーズンの営業収益はJリーグ史上最高の114億円を記録。
2020年
1月1日　「天皇杯 JFA 全日本サッカー選手権大会」決勝で鹿島を下し、クラブ史上初タイトルを獲得。同時にAFCチャンピオンズリーグの出場権を獲得。
2月　FUJI XEROX SUPER CUP2020では横浜FMとPK戦の末、初優勝を飾り、クラブ2つ目のタイトルを獲得。
2月　「スマートスタジアム」の取り組みとして、ノエビアスタジアム神戸で開催されるヴィッセル神戸主催試合において、QRチケット（電子ゲート）を導入。
12月　初出場となったACLではグループリーグを突破。準決勝で蔚山現代FCに延長戦の末敗れ、ベスト4で敗退。
2021年
2月1日 楽天ヴィッセル神戸株式会社（ヴィッセル神戸）代表取締役社長を退任し、取締役副会長に就任。

## 楽天モンキーズ
2019年
12月17日　同年9月、楽天は台湾のプロ野球チーム「Lamigo Monkeys（ラミゴモンキーズ）」の運営会社であるLamigo Monkeys Co.の株式を取得し、2020年シーズンから台湾プロ野球リーグ（CPBL）に参入することを発表。12月17日には、新チーム名を「Rakuten Monkeys（楽天モンキーズ）」とすることと同時に、会長に立花が就任することが発表された。
2020年
1月1日　Rakuten Monkeys（楽天モンキーズ）会長就任。

## 廻鮮寿司塩釜港
2022年
社長に就任。